# Route nationale 168
Pour les articles homonymes, voir Route 168.
La route nationale 168 ou RN 168 était une route nationale française reliant Quiberon à Dinard.

## Historique
En 1811, la route nationale 168 est classée sous le numéro 188 (route impériale 188),. En 1824, elle prend le numéro 168,. 
À la suite de la réforme de 1972, la RN 168 a été déclassée en RD 768 dans le Morbihan et les Côtes-d'Armor (sauf entre Baud et la RN 778 au nord de Loudéac) et en RD 168 en Ille-et-Vilaine.
Ensuite, son nouveau tracé a été défini de Baud à Saint-Brieuc en utilisant le tronçon Loudéac - Saint-Brieuc de l'ancienne RN 778 ; cette nouvelle RN 168 a été par la suite, elle aussi, déclassée en RD 768 dans le Morbihan et en RD 700 dans les Côtes-d'Armor. Un nouveau tracé de cette RD 700 a été construit entre Saint-Julien et Saint-Brieuc et ne traverse aucun village ; le tracé de l'ancienne route nationale devient RD 790.
Le tracé entre Auray et Quiberon est saturé, car il dessert une zone très touristique (Carnac, La Trinité-sur-Mer, la Presqu'île de Quiberon, Belle-Île-en-Mer...) et comporte de nombreuses zones urbaines. Par conséquent, peu d'aménagements sont possibles pour améliorer la situation, à part la ligne ferroviaire Auray-Quiberon surnommée le tire-bouchon.
Voir le tracé de la RN 168 sur Google Maps

## Ancien tracé de Quiberon à Dinard (avant 1972)

### Ancien tracé de Quiberon à Loudéac (D 768 et D 700)
- Quiberon (km 0)
- Carrefour giratoire entre D 768 et Parking du Sémaphore pour l'embarcadère de Belle-Île-en-Mer, Houat et Hoëdic : Saint-Julien (Quiberon)
- Saint-Pierre-Quiberon
- Kerhostin (Saint-Pierre-Quiberon)
- Isthme de Penthièvre (Saint-Pierre-Quiberon)
- Plouharnel,  Carrefour giratoire entre D 768 et D 781 (Erdeven, Lorient, Carnac, La Trinité-sur-Mer)
- Carrefour giratoire entre D 768 et D 119 (Carnac, Ploemel) : Le Purgatoire
- Carrefour giratoire entre D 768 et D 186 (Ploemel, La Trinité-sur-Mer) : Kergroix
- Carrefour giratoire entre D 768, D 22 (Belz), Avenue de l'Océan (Auray) et N 165
- Auray (km 27)
- Pluvigner (km 41)
- Baud (km 54)
- Pontivy (km 77)
- Loudéac (km 100)

### Ancien tracé de Loudéac à Saint-Malo (D 768 et D 168)
- Plouguenast (km 114)
- Moncontour (km 125)
- Lamballe (km 143)
- Plancoët (km 168)
- Ploubalay (km 179)
- Dinard (km 192)
- Barrage de la Rance
- Échangeur entre D 168/D 301 et D 137 (Rennes) à Saint-Malo (km 197)

## Ancien tracé de Baud à Saint-Brieuc (D 768, D 700 et D 790)
- Baud D 768
- Pontivy
- Loudéac D 700
- Saint-Hervé
- L'Hermitage-Lorge
- Plaintel
- Saint-Julien D 790
- Ploufragan
- Saint-Brieuc

## Sorties
Certaines sections ne sont pas encore en 2x2 voies, notamment entre Uzel et Plaintel et le sud de Pontivy.

### Section de Baud à Loudéac - D768 & D700
- Carrefour giratoire entre D768, N24 et D197  Échangeur entre D768 et N24 : Rond-point de Kermestre (au nord de Baud) :
  - D768 :  Rennes,  Locminé,  Ploërmel, Baud, Auray
  - Ty er Douar : ZI Ty-Er-Douar, ZI Le Douarin, Kersommer, Point info ZI
  - D197 : Pontivy Véhicules lents, Guénin, ZI Le Dressève, ZI Kerjosse
  -  N24 : Lorient, Languidic, Hennebont, Auray PL, Baud PL, Quistinic
  -  D768 : Saint-Brieuc, Pontivy, Pluméliau, Saint-Barthélemy, ZI Kermartin
- Début de la 2x2 voies.
- C12 Kermartin : Guénin, ZI Kermartin
- D203 Lann Pontual : Saint-Barthélémy, Melrand
- D1 Port Arthur : Pluméliau, Saint-Nicolas-des-Eaux, Bieuzy, Guémené-sur-Scorff
- à 400 m. Avant réduction à 2x1 voie.
- à 200 m.  Avant réduction à 2x1 voie.
- Portion à 2x1 voie, à 300 m.
- Réduction à 2x1 voie, fin de route à accès réglementé et fin de 2x2 voies.
- Portion à 2x1 voie, sans séparation centrale.
- D188 Talvern-Nenèze (depuis Loudéac) : Pluméliau Véhicules lents, Baud Véhicules lents, Talvern-Nénèze
- Intersection avec la C45 : Kerhédro, Lycée Agricole de Kerlebost ; Kercadoret, Pennaut, Golf de Rimaison
- D768a (depuis et vers Baud) : Pontivy-Sud, PA Malachappe, Lycée Agricole de Kerlebost
- D205 Kerlodet (depuis Baud) : Saint-Thuriau
- D179 Lann Velin : Le Sourn, Pontivy-Sud, Saint-Thuriau
- D764/D767 Gohélève : Vannes, Josselin, Pontivy-Centre, Ploërmel, Locminé, Parc des Expositions, Aérodrome de Pontivy-Centre Bretagne
- Début de la 2x2 voies, périphérie de Pontivy.
- D2 Saint-Niel : Pontivy-Est, Noyal-Pontivy
- Fin de la périphérie de Pontivy.
- D 764 Le Pigeon Blanc : Pontivy-Nord, Mûr-de-Bretagne, Rostrenen, Guémené-sur-Scorff, Gourin, Parcs d'Activités de Kerponner et de Porh Rousse, Centre Hospitalier du Centre-Bretagne, Polyclinique de Pontivy
- D768a Kerio : Saint-Caradec
- D125 Le Resto : Saint-Gérand, Croixanvec, Gueltas, Neulliac, Rohan
- D768a Gogal : Saint-Gonnery, Croixanvec
- D768a Pont Rouge : Saint-Gonnery
- Limite des départements du Morbihan et des Côtes-d'Armor, la Route Départementale 768, dans le Morbihan, devient la Route Départementale 700, dans les Côtes d'Armor.
- Aire de repos du Pont Rouge (sens  Baud - Loudéac)
- D41 Bois Soleil : Saint-Maudan, Ploërmel, Rohan, Loudéac-Sud, ZI Sud
- D778 Bodin : Saint-Barnabé, Josselin, La Chèze, Loudéac-Est, Zone de la Corderie
- à 400 m. Avant réduction à 2x1 voie et avant giratoire.
- à 200 m. Avant réduction à 2x1 voie et avant giratoire.
- Réduction à 2x1 voie, fin de route à accès réglementé et fin de 2x2 voies, avant giratoire.
- Arrivée sur le giratoire.
- Carrefour giratoire entre D700, Avenue de Budingen et N164 : 
  -  D700 : Vannes, Lorient, Loudéac-Est, La Chèze, Pontivy, ZI Sud, Centre Hospitalier
  - Avenue de Budingen : Loudéac-Centre, Aquarev
  -  N164 : Rennes, Plémet, Saint-Méen-le-Grand
  - N164 : Saint-Brieuc, Quimper, Lamballe, Rostrenen, Guingamp

### Section commune avec la RN164
- Échangeur entre RN164 et RD700 :
  - Vers N164 : Rennes, Plémet, Saint-Méen-le-Grand
  - Vers D700 : Lorient, Vannes, Pontivy, La Chèze, Loudéac, PA du Docteur Étienne
- Tronçon commun avec la Route Nationale 164, sur 1 km.
- Échangeur entre RN164 et RD700 :
  - Vers N164 : Brest, Quimper, Rostrenen
  - Vers D700 : Saint-Brieuc, Guingamp, Lamballe, Uzel, Parc Commercial
- Sur la sortie vers la Route Départementale 700. Fin de tronçon commun avec la Route Nationale 164.

### Section de Loudéac à Saint-Brieuc - D700
- Carrefour giratoire entre D 700 et D 768 (La Motte, Lamballe, Moncontour) : La Fourchette
- C 1 Bel Air : La Motte, Trévé
- D 76 Tourlanquin : Plouguenast, Saint-Hérvé, Uzel (en projet)
- D 35 Berlouze : Uzel, Saint-Hervé, Guerlédan (en projet)
- Les Forges
- D 44 Le Paly : L'Hermitage-Lorge (en projet)
- D 7 Lorge : Quintin, Guingamp
- D 22 Sébastopol : Plaintel
- Carrefour giratoire entre D 700 et Plaintel : La Ville Gourelle
- D 790 Malakoff : Saint-Julien, Quintin, Rostrenen, Quimper
- Gare de Plaintel (depuis Saint-Brieuc)
- D 10 La Croix Denis : Plédran, Ploufragan, Saint-Julien
- Carrefour giratoire entre D 700 et D 222 (Ploufragan-Zoopôle, Rennes)  Échangeur entre D 700 et D 222
- Zone d'activité de Saint-Rivily
- Carrefour giratoire entre D 700, D 712 (Ploufragan, Saint-Brieuc-ouest) et Saint-Brieuc-gare : Brézillet, entrée dans l’agglomération de Saint-Brieuc
- Échangeur entre D 700 et N 12 (Saint-Brieuc, Brest, Rennes)